# Medios de comunicación dominantes
Los medios de comunicación dominantes (MCD) son los medios difundidos a través de los canales de distribución más grandes, que por lo tanto representan lo que es probable que la mayoría de los consumidores de los medios encuentren. El término también denota los medios que por lo general reflejan las corrientes dominantes de pensamiento, influencia o actividad.
Los grandes conglomerados de comunicación, incluyendo periódicos y medios de difusión, los cuales fueron sometidos a sucesivas fusiones en los EE. UU. y en otros lugares en un ritmo creciente comenzando en la década de 1990, a menudo se referencian con el término. Esta concentración de la propiedad de los medios de comunicación ha aumentado la preocupación de una homogeneización de puntos de vista presentados a nuevos consumidores de noticias. En consecuencia, el término «medios dominantes» ha sido ampliamente utilizado en conversaciones y en la blogosfera, a menudo en sentidos opuestos, peyorativos, o desdeñosos, en la discusión de los medios de comunicación masivos y el sesgo mediático.
Las organizaciones de medios como la CBS y el New York Times, establecen el tono para otras organizaciones de noticias más pequeñas mediante la creación de conversaciones que caen en cascada por las organizaciones de noticias menores que carecen de los recursos necesarios para hacer investigaciones y cobertura más individualizadas, siendo este método principal delegado a la agencia Associated Press, donde muchas organizaciones noticiosas obtienen la información. Esto resulta en un efecto de reciclaje en donde el pensamiento orgánico es dejado a la corriente principal que elige la conversación y las organizaciones más pequeñas lo repiten, no existiendo una variación en perspectiva.

## Términos alternativos
Markos Moulitsas, fundador del blog Daily Kos de los demócratas, sostiene que al llamar «principal» la vieja media, los nuevos medios son de por sí marginados, y por lo tanto prefiere utilizar  en su lugar el término «medios tradicionales».
Lamestream media («medios irrelevantes»), un juego de palabras basado en la sustitución de la palabra main («principal») por lame («que cojea») en la palabra mainstream, es un término peyorativo alternativo. Se ha divulgado extensamente que Sarah Palin va referirse a los «medios lamestream», especialmente durante su participación en el Tea Party Express, en el contexto de lo que ella percibe como mala representación del movimiento Tea Party por los medios.